# International Association of Independent Tanker Owners
Die International Association of Independent Tanker Owners (INTERTANKO) ist ein internationaler Zusammenschluss von Tankereignern.

## Einzelheiten
Die Intertanko hat ihre Wurzeln in der 1934 bis 1967 in London bestehenden Vorgängerorganisation International Tanker Owners’ Association und wurde am 21. Oktober 1970 in Oslo gegründet. Mitglieder der Vereinigung sind von den Ölgesellschaften unabhängige und nicht staatlich kontrollierte Eigner und Betreiber von Öl- und Chemikalientankern. Sie kontrollieren den weitaus größten Anteil der Welttankerflotte. Im Januar 2013 besaßen die 219 ordentlichen Mitglieder 3259 Tanker mit einer Gesamttragfähigkeit von 284 Millionen Tonnen. Darüber hinaus hat Intertanko 320 außerordentliche Mitglieder aus dem Bereich der Schifffahrt (beispielsweise Klassifikationsgesellschaften).